# Arno (rivier)
De Arno is een rivier in de Italiaanse regio Toscane. Zij heeft een lengte van 241 kilometer en is daarmee de langste rivier van Toscane en na de Tiber de belangrijkste rivier van Midden-Italië.

## Verloop
De Arno ontspringt op een bergflank van de Monte Falterona. Gedurende het eerste traject stroomt zij zuidwaarts door de Casentinovallei, in de richting van de stad Arezzo. Hier maakt de rivier een bocht om vervolgens verder te stromen naar de Italiaanse westkust. Ze mondt bij de plaats Marina di Pisa uit in de Ligurische Zee.
De Arno stroomt door de provincies Arezzo, Florence en Pisa. Belangrijke steden aan de rivier zijn Florence, Empoli en Pisa.

## Overstromingen
De Arno is een onberekenbare rivier die een zeker overstromingsgedrag vertoont. Binnen enkele dagen kan de rivier van bijna droog overgaan in bijna overstromend. Een belangrijke oorzaak voor dit verschijnsel is gelegen in het landgebruik bovenstrooms. De traditionele landbouw met terrassen (coltura mista) heeft plaatsgemaakt voor grote geëgaliseerde percelen met wijndruiven of granen, waar het water minder lang vastgehouden wordt en snel hellingafwaarts stroomt. Versnelde erosie en aardverschuivingen (in het Italiaans: frana) zijn een veelvoorkomend verschijnsel.
In de stad Florence, waar de Arno overbrugd wordt door de beroemde Ponte Vecchio, hebben in de geschiedenis regelmatig overstromingen plaatsgevonden. De laatste catastrofale overstroming dateert uit 1966, waarbij 101 mensen stierven en vele kunstschatten door water en modder werden bedolven. Tegenwoordig heeft Florence veel profijt van de nieuwe dammen die stroomopwaarts, onder andere in de bovenloop van de Sieve, zijn geplaatst. Hierdoor zijn de historische overstromingsproblemen bijna geheel weggenomen.
- Bibliothèque nationale de France: cb124347955 (data)
- Gemeinsame Normdatei: 4358748-3
- Library of Congress Control Number: sh85007383
- Nationale Bibliotheek van Israël: 987007294984805171
- Virtual International Authority File: 241191038